# Differentialform
Inden for det matematiske område differentialgeometri er en differentialform en tilgang til koordinatuafhængig analyse af funktioner af flere variable på glatte mangfoldigheder. Det måske simpleste eksempel på en form er differentialet, df, af en funktion f på en mangfoldighed.
Mere præcist er en differentialform af grad k (også kaldet en differential-k-form eller blot en k-form) på en glat mangfoldighed M et glat snit i den k'te ydre potens af kotangentbundtet over M. Med andre ord vil en k-form i ethvert punkt på mangfoldigheden være en afbildning, der som argument tager k tangentvektorer, giver et reelt tal og varierer glat over mangfoldigheden. Mængden af alle k-former på M er et vektorrum, der ofte betegnes Ωk(M).
Differentialformer kan ganges sammen ved hjælp af en operation kaldet kileproduktet; kileproduktet af en k-form og en l-form vil være en (k+l)-form. På samme måde eksisterer en differentialoperator på differentialformer kaldet den ydre afledede; denne knytter til en k-form en (k+1)-form. Eksempelvis er den ydre afledede af en funktion på M (dvs. en 0-form på M) dennes differential (som er en 1-form på M).
Differentialformsbegrebet blev udvilket af Élie Cartan og ser mange anvendelser; især inden for geometri, topologi og fysik.